# Don Danubio, personaje influyente
Don Danubio, personaje influyente es una serie de historietas creada por Martz Schmidt para el semanario "El DDT" en 1951.

## Trayectoria editorial
Don Danubio, personaje influyente apareció en el primer número de "El DDT contra las penas", publicado por Editorial Bruguera en mayo de 1951.
En 1970 fue reeditada por la propia Bruguera en "Gran Pulgarcito".

## Argumento
Don Danubio, personaje influyente sólo tiene un personaje recurrente, el propio Don Danubio. El investigador Juan Antonio Ramírez lo incluye en el apartado de Marginados, junto a otros personajes de la editorial como Carpanta (1947), Gordito Relleno (1948), Currito Farola (1951), Morfeo Pérez (1952), Agamenón (1961), Rompetechos (1964) y Pitagorín (1966), caracterizados por un alto grado de extrañamiento respecto a su entorno.
Su protagonista es un hombre de maneras anacrónicas, que viste frac y lleva barba, chistera y bastón. De carácter impetuoso y habla altisonante, sus aventuras acaban indefectiblemente dejándolo en ridículo.